# Viviane de Bonis
Pour l’article homonyme, voir Viviane.
Viviane, op. 80,  est une œuvre de la compositrice Mel Bonis, datant de 1909.

## Composition
Mel Bonis compose Viviane pour piano en 1909. L'œuvre, dédiée à Paul Locard, a été publiée aux éditions Leduc la même année, puis est rééditée sous le titre Femmes de légende aux éditions Furore en 2004.

## Analyse
Viviane est une des neufs pièces de la compositrice qui donne la part belle aux destins extraordinaires avec Le Songe de Cléopâtre, Ophélie, Mélisande, Phœbé, Salomé, Omphale, Écho et Desdemona. L'œuvre demande des exigences techniques assez poussées, et elle évoque, par son titre et son esthétique, une œuvre proche du symbolisme. Elle s'inspire du personnage du cycle arthurien de la fée Viviane.
L'œuvre présente une structure plus conventionnelle que la plupart des œuvres de la compositrice. Le premier thème est dansant, avec un aspect de musique de salon, typique de l'époque de la compositrice, et qui évoque le charme ensorcelant de la fée. Ce thème est suivi d'accord majestueux, ainsi que de successions harmoniques fluides qui évoquent alors le château aquatique et le pouvoir féérique.

## Réception
L'œuvre est jouée en 1909 par la compositrice elle-même.

## Discographie
- Femmes de légende, par Maria Stembolskaia (piano), Ligia Digital LIDI 0103214-10, 2010, (OCLC 718391726)
- En dehors, Kyra Steckeweh (de) (piano), 2015 (OCLC 971261237)

## Sources
: document utilisé comme source pour la rédaction de cet article.
- Étienne Jardin, Mel Bonis (1858-1937) : parcours d'une compositrice de la Belle Époque, 2020 (ISBN 978-2-330-13313-9 et 2-330-13313-8, OCLC 1153996478, lire en ligne).
- (fr + de + en) Eberhard Mayer et Christine Géliot, Œuvre pour piano, vol. 1 : Femmes de Légende, Kassel, Furore Verlag, 2003, 56 p. (ISMN 9790500129189).